# 宗祖日蓮大聖人御大会
宗祖日蓮大聖人御大会（しゅうそにちれんだいしょうにんごたいえ）とは、日蓮正宗で最も重要な慶祝の儀式。日蓮宗、浄土宗、等のお会式に相当する。
創価学会台頭以前（昭和前期まで）には「雅楽演奏」と「稚児行列」も存在したようである（戦前の「大日蓮」に掲載）。

## 概要
日蓮正宗では、日蓮という末法下種の本仏が、不滅の滅を現ぜられながらも、常住此説法の御振る舞いを示された（日蓮の肉体はなくなられたが、日蓮の魂は本尊に帰入し、常に法を説いている。日蓮の示した三大秘法は不滅である）ことを寿ぎ、広宣流布を決意する慶祝の儀式として行う。
日蓮正宗のすべての寺院で10月～11月前半の時期に行われ、総本山大石寺では、弘安5年（1282年）10月13日を現代の暦に換算したことから、毎年11月20日、21日に「宗祖日蓮大聖人御大会」として執り行われている。末寺では、同じ布教区内の寺院の住職などを招いて行われる。
日蓮は弘安5年10月13日に入滅されたが、入滅に際しては大地が震動し、晩秋にもかかわらず桜の花が咲いたと伝えられていることにちなんで仏前には桜の造花などを供える。
また、この儀式は日蓮正宗総本山第9世日有が、日蓮以来行われてきた国主諌暁を行われている姿を模したもので、初めに日有上人申状が、続いて「立正安国論」、「宿屋入道許御状」（大聖人申状）、日興、日目、日道、日行の申状が捧読されている。
式の流れは以下の通りである。

### 大石寺（宗門が主催で執行）
11月20日
- 御開扉
- お練り（法主を中心とした行列が境内を練り歩くこと。）この行列は御影堂前の石畳の上で歩みをとめる。すると御影堂で待機していた助番僧が法主のもとに向かって説法を願いに向かう。これは法華経に説かれる「三止三請」をあらわすものである。その後、出仕太鼓が鳴り、出仕鈴が鳴り出すと同時にマイクで唱題が始まり、参列者一同の唱題の中、一行は御影堂西側を回り、裏向拝(うらごはい)より入堂。御影堂内陣に入った法主は上行座に座る。このとき、法主に高座説法を願いに僧侶（主に大石寺執事がその役を務める）が伺い、数度にわたり法具を受け取り、高座に設える。これは「右撓三匝(うにょうさんそう)」の意義を顕し、『如来寿量品』の「三請三誡・重誡重請」の格式をもって登高座を願う儀式である。

この後、御本尊の側から南面に設えられた高座に法主が登高座し、唱題が止み、寿量品自我偈を読誦する。
- 読経・唱題
- 法主による寿量品説法
- 三々九度

ここでは特別に醸造された濁り酒が用意され、日蓮と弟子達が杯を交わす姿を表す。小杯、中杯、大杯の順に酌み交わされるが、実に厳正な雰囲気である。このあと御茶番の僧侶より「お菓子頂戴」「お流れ頂戴」の声がかかり、参詣の信徒にもお菓子とお流れが許される。
一切の儀式終了の後、最後に「おたーちー」と声がかかり、退座鈴と同時に再びマイクで唱題が始まり、裏向拝から退堂した法主らの行列は、入堂時とは逆に御影堂東側を回り、往路を大坊へと戻る。
11月21日
- 勤行衆会（丑寅勤行）
- 正当会
  - 出仕太鼓、出仕鈴（鳴りだすと同時に献膳開始まで唱題）
  - 法主入場
  - 献膳
  - 読経（方便品、寿量品長行）
  - 申状捧読
    - 日有上人申状（総監（総監欠席の場合は重役））
    - 立正安国論（法主）
    - 日蓮大聖人申状（宿屋入道許御状）（重役（総監か重役のどちらかが欠席の場合は大石寺主任理事））
    - 日興上人申状（主に大石寺主任理事、以下の申状は大石寺執事ら塔中坊の一部の住職が捧読）
    - 日目上人申状
    - 日道上人申状
    - 日行上人申状

  - 読経（寿量品自我偈）
  - 引題目（五遍）
  - 観念文
  - 題目三唱
  - 退座鈴（鳴りだすと同時に唱題）
  - 法主退場
- お花くずしのお経（方便品・自我偈・唱題、導師・総監（重役の場合あり））
- 布教講演

以上が大まかな流れである。
また、日蓮の遠忌にあたる年は初会・中会・終会・附会と1週間ほどかけて法要が行われ、上記の他に
- 御生骨内拝（御開扉終了後引き続き）
- 御経行（自我偈訓読・行道散華）、論義式
- 三師塔墓参

等の行事が行われる。

### 末寺の御大会
各布教区の末寺住職が、所属布教区内の寺院を巡回、申状捧読を行う。そのため、末寺では本山格寺院（地方本山）など一部の由緒寺院を除いて日程は布教区内住職の会議にて決められ、その年により変動する。申状捧読は出席僧侶の僧階上位者から順に行われ、通常は下位の僧侶が太鼓、お経マイク、給仕の役割も受け持つ。
- 出仕鈴（同時に唱題が始まる）
- 僧侶入場
- 献膳（一同は唱題）
- 読経（方便品、寿量品長行）（途中で僧侶・総代焼香、申状配布）
- 申状捧読
  - 日有上人申状
  - 立正安国論（住職）
  - 日蓮大聖人申状（宿屋入道許御状）
  - 日興上人申状
  - 日目上人申状
  - 日道上人申状
  - 日行上人申状
- 読経（寿量品自我偈）（途中で申状収納）
- 唱題
- 観念文
- 題目三唱
- 僧侶退場
- 僧侶による布教講演

なお、末寺におけるお会式は様々な形式があり、塔中坊などでは住職の立正安国論俸読だけといった略し方もあるので、注意されたい。また、宗門から離脱した自称・正信会に占拠されている寺院でも同様にお会式を行っている。